# 생미셸 (모나코)
생미셸(모나코 방언: Santu Michê)은 모나코를 구성하는 10개 행정구 가운데 하나이며 면적은 0.142223km2, 인구는 2008년 기준 3,907명이다. 과거 몬테카를로에서 분리되어 신설되었으며 모나코 중북부와 몬테카를로 북쪽에 위치한다. 호텔과 베드 앤드 브렉퍼스트, 부티크와 음식점 등 관광 시설이 들어서 있다.

## 지리
생미셸은 몬테카를로의 북쪽, 모나코의 북중앙에 위치하고 있다. 생미셸은 자치 행정 구역 임에도 불구하고 일반적으로 몬테카를로의 일부로 간주된다. 이웃한 프랑스의 도시인 보솔레이유와 모나코의 몬테카를로, 생로망, 모네게티를 따라 뻗어 있다.

## 인구
생미셸은 모나코에서 인구 기준으로 세 번째로 큰 행정 구역이며, 면적 기준으로는 네 번째로 작은 행정 구역이다. 인구는 2008년 기준 3,907명이었고, 인구 밀도는 62,627명/km²였다.

## 교육
모나코에는 국립학교 10개, 사립학교 4개, 대학 1개가 있는데, 생미셸에는 10개의 국립학교 중 2개와 4개의 사립학교 중 2개가 위치해 있다.

## 같이 보기
- 생로망
- 모네게티
- 몬테카를로